# バスケットボールウクライナ代表
バスケットボールウクライナ代表（Ukraine national basketball team）は、ウクライナバスケットボール連盟により国際大会に派遣されるウクライナのバスケットボールナショナルチームである。
1991年まではソビエト連邦の一部だったため、本項では1992年以降の成績を記す。

## 歴史
1991年のソビエト連邦崩壊により、発足。（1992年バルセロナ五輪は独立国家共同体連合チームとして参加）。
初出場となった2014年FIBAバスケットボール・ワールドカップではグループリーグ2勝3敗という結果で惜しくも決勝トーナメント進出を逃した。

## 主な国際大会成績
- オリンピックの成績
  - 出場なし
- W杯の成績
  - 2014年：18位

- ユーロバスケットの成績
  - 13-16位

## 主な歴代代表選手
・アレックス・レン
・スヴィヤトスラフ・ミハイリュク
・ヴィアチェスラフ・クラフツォフ